# Muntiacus montanus
Muntiacus montanus, también conocido como muntíaco de Sumatra, es una especie de cérvido originario de la isla indonesia de Sumatra, que fue descubierto en 1914, aunque no se volvió a ver ningún otro ejemplar hasta 1930 cuando un cazador atrapó a uno de ellos y luego lo dejó en libertad. Tuvieron que transcurrir 78 años hasta que se redescubrió la especie en el año 2008, cuando fueron fotografiados dos ejemplares.
Algunos autores consideran que es una subespecie de Muntiacus muntjak.

## Hábitat y características
Este muntíaco habita en bosques de montaña, aunque aún no se ha podido estudiar con detalle, debido a que se han visto muy pocos ejemplares. La especie solo está presente en Indonesia, en el parque nacional de Kerinci Seblat entre otros lugares.
Como la mayoría de especies de muntíacos se cree que no es una especie gravemente amenazada, aunque preocupa sobremanera la destrucción de su hábitat, principalmente la fragmentación de los bosques y muy especialmente los hábitos de caza de las poblaciones locales.